# 东沙虹港路
东沙虹港路是中華人民共和國上海市虹口區一條南北走向道路，北起四平路，南至曲陽南路、虹关路，现长约355米。道路原址為一條名為东沙虹港的河流，1953年至1958年，東沙虹港被填埋，原址修建道路，当时道路南至临平路，全長870米。东沙虹港路周邊環境髒亂差，2014年，嘉兴路街道对东沙虹港路开展市容环境集中整治。2020年，虹关路以南的东沙虹港路开始施工，拓宽并入曲阳南路，2021年1月8日晚通车，此后东沙虹港路的南端缩至曲阳南路。2022年，剩余的路段亦得到拓宽，由部分单行改为全部双行道，宽度由6米拓宽至20米。